# José Pastinelli
José Pastinelli est un footballeur professionnel français, né le 10 octobre 1959 à Nonza. Il évoluait au poste de défenseur.

## Biographie

### En club
José Pastinelli  joue principalement en faveur du Sporting Club de Bastia et du Gazélec Ajaccio.
Au total, il dispute 241 matchs en Division 1 et 78 matchs en Division 2.

### En sélection
Le 2 septembre 1989, il honore sa première sélection avec la Corse. La Squadra Corsa bat alors le SC Toulon 4-3. Il inscrit le deuxième but à la 18e minute sur penalty.

## Clubs successifs
- 1979-1986 :  SC Bastia
- 1986-1988 :  Lille OSC
- 1988-1988 :  Olympique de Marseille
- 1988-1989 :  SM Caen
- 1989-1994 :  Gazélec Ajaccio[2]

## Palmarès
Olympique de Marseille
- Division 1
  - Champion : 1988-1989